# Great Public Schools Association of Queensland Inc.
Die Great Public Schools Association of Queensland Inc. (GPS) ist ein Zusammenschluss einer kleinen Anzahl an Privaten Gymnasien und der Brisbane State High School, um hauptsächlich sportliche und kulturelle Veranstaltungen auszutragen. Viele der Mitglieder sind prestigeträchtige, kirchliche Schulen.

## Mitgliederschulen
| Kürzel | Logo | Schulname                      | Standort               | Schüler | Gründung | Konfession       | Zusätzliches Internat | GPS Eintritt | Schulfarben                         |
| ------ | ---- | ------------------------------ | ---------------------- | ------- | -------- | ---------------- | --------------------- | ------------ | ----------------------------------- |
| ACGS   |      | Anglican Church Grammar School | East Brisbane          | 1.700   | 1912     | Anglikanisch     | Ja                    | 1918         | Blau & Grau                         |
| BBC    |      | Brisbane Boys’ College         | Toowong (Brisbane)     | 1.600   | 1902     | Presbyterianisch | Ja                    | 1923         | Grün, Weiß und Schwarz              |
| BGS    |      | Brisbane Grammar School        | Spring Hill (Brisbane) | 1.400   | 1868     | Konfessionslos   | Ja                    | 1918         | Dunkelblau und Hellblau             |
| BSHS   |      | Brisbane State High School     | South Brisbane         | 1.900   | 1921     | Konfessionslos   | Nein                  | 1930         | Sangria & Marineblau                |
| IGS    |      | Ipswich Grammar School         | Ipswich                | 1.000   | 1863     | Konfessionslos   | Nein                  | 1918         | Rot und Weiß                        |
| NC     |      | St Joseph’s Nudgee College     | Boondall (Brisbane)    | 1.470   | 1891     | Katholisch       | Ja                    | 1918         | Blau und Weiß                       |
| GT     |      | St Joseph’s College            | Spring Hill (Brisbane) | 1.240   | 1875     | Katholisch       | Ja                    | 1918         | Rot und Schwarz                     |
| TSS    |      | The Southport School           | Southport              | 1.200   | 1901     | Anglikanisch     | Ja                    | 1920         | Kastanienbraun, Marineblau und Weiß |
| TGS    |      | Toowoomba Grammar School       | Toowoomba              | 900     | 1875     | Konfessionslos   | Nein                  | 1920         | Blau und Gold                       |

### Ehemalige Schulen
| Kürzel | Logo | Schulname             | Standort       | Schüler | Gründung | Konfession | Zusätzliches Internat | GPS Eintritt | Schulfarben      |
| ------ | ---- | --------------------- | -------------- | ------- | -------- | ---------- | --------------------- | ------------ | ---------------- |
|        |      | St Laurence’s College | South Brisbane | 1.375   | 1915     | Katholisch | Nein                  |              | Schwarz und Gold |

Die Schule wurde angehalten, die Vereinigung in den 20er-Jahren zu verlassen, da sie ihren Schülern weder eine Möglichkeit zum Cricket noch zum Fußballspielen anbieten konnten.

## Akademische Güte
Um eine Rangfolge der besten Schulen im Verbund der GPS zu erstellen, betrachtet man die Anzahl der Schüler, die einen Abschluss mit der Note OP 1 erreichen. Seit 1990 sticht besonders das BBC aus dieser Statistik heraus, in dem 75 % aller OP 1 Absolventen der GPS Schulen und 50,12 % aller Absolventen im Bundesstaat Queensland auf diese Schule gingen. Die gesamte Rangfolge ergibt sich des Weiteren:
- 1. BBC – Brisbane Boys’ College
- 2. BGS – Brisbane Grammar School
- 3. GT – St. Joseph’s College, Gregory Terrace
- 4. TGS – Toowoomba Grammar School
- 5. IGS – Ipswich Grammar School
- 6. TSS – The Southport School
- 7. NC – St. Joseph’s Nudgee College
- 8. ACGS – Anglican Church Grammar School
- 9. BSHS – Brisbane State High School